# Mas Gelabert
El Mas Gelabert és una obra de Puigcerdà (Baixa Cerdanya) inclosa a l'Inventari del Patrimoni Arquitectònic de Catalunya.

## Descripció
Es tracta d'un antic gran mas cerdà que es troba a la part nord de la ciutat en una desviació del camí de Puigcerdà a Ur, justament sobre la línia fronterera.
Destaca una massissa torre quadrada al centre d'una de les dependències. És habitatge de planta baixa i tres pisos, amb coberta a dues vessants de llicorella. Les obertures de les finestres tenen llindes de pedra i a la part alta encara es poden veure antics esgrafiats de temes florals. La resta presenta arrebossat sobre aparell de construcció fet amb pedres sense treballar lligades amb morter. Al mig de l'era hi van construir unes dependències per bestiar trencant l'harmonia del conjunt. És un mas de grans dimensions i una part de les dependències està a França.
El portal d'entrada està datat amb l'any 1828. A les obertures hi ha llindes amb dates del 1860 i 1867.